# Оризари (Грчка)
Оризари (грч. Ριζάρι, Ризари) је насељено место у општини Воден у периферији Средишња Македонија, Грчка. Према попису из 2021. године било је 596 становника.
Према бугарском географу и историчару, Василу Канчову, у Оризару је 1900. године живело 210 Словена хришћана и 90 Рома. Године 1924. насељене су грчке избегличке породице из Турске, укупно 172 особе. На попису из 1940. године Оризари су имали 753 становника, од чега 253 Словена и 500 Грка.